# 716 هـ
716 هـ هي سنة في التقويم الهجري امتدت مقابلةً في التقويم الميلادي بين سنتي 1316 و1317.

## مواليد
- ابن عرفة
- ابن القاصح

## وفيات
- محمد أولجايتو
- نجم الدين الطوفي